# Takuto Kominami
Takuto Kominami 小南 拓人 (ur. 26 lipca 1995) – japoński lekkoatleta specjalizujący się w rzucie oszczepem.
Finalista mistrzostw świata juniorów (2014). Bez powodzenia startował w uniwersjadzie (2017) oraz mistrzostwach Azji (2019). Odpadł w kwalifikacjach podczas igrzysk olimpijskich w Tokio (2021). 
Medalista mistrzostw Japonii.
Rekord życiowy: 82,52 (29 kwietnia 2021, Hiroszima).

## Osiągnięcia
| Rok  | Impreza                     | Miejsce | Pozycja           | Wynik |
| ---- | --------------------------- | ------- | ----------------- | ----- |
| 2014 | Mistrzostwa świata juniorów | Oregon  | 10. miejsce       | 67,07 |
| 2017 | Uniwersjada                 | Tajpej  | el. – 19. miejsce | 70,43 |
| 2019 | Mistrzostwa Azji            | Doha    | 11. miejsce       | 71,44 |
| 2021 | Igrzyska olimpijskie        | Tokio   | el. – 19. miejsce | 78,39 |